# Marta Maggetti
Marta Maggetti (Cagliari, 10 gennaio 1996) è una velista italiana, nella sua carriera ha gareggiato nelle classi RS:X e IQ Foil, divenendo campionessa olimpica in quest'ultima alle olimpiadi di Parigi 2024.

## Biografia
Ha iniziato a praticare vela fin dalla tenera età, seguendo le orme del padre presso il Windsurfing Club Cagliari.
Il talento di Marta si è manifestato precocemente, dominando le categorie giovanili del windsurf. Prima atleta a conquistare l'oro europeo e mondiale Techno 293 sia nella classe Under 15 che Under 17, ha dimostrato una precocità e una padronanza tecnica fuori dal comune, confermate dall'argento nella classe RS:X ai Mondiali Giovanili ISAF nel 2013, prefigurando una brillante carriera a livello internazionale.
Dopo un carriera giovanile di successo partecipa al suo primo mondiale nel 2017, e nel 2021 partecipa ai Giochi Olimpici di Tokyo nella categoria RS:X, terminando in 4ª posizione.
Nel 2022 al mondiale di Brest, prima rassegna iridata con la nuova tavola olimpica IQ Foil, conquista il titolo mondiale.
Nel 2024 ottiene la qualificazione ai Giochi Olimpici di Parigi, dove il 3 agosto conquista la medaglia d'oro in seguito a un doppio sorpasso decisivo effettuato alla seconda boa di bolina.
Nel 2025 ottiene il prestigioso riconoscimento di Velista dell’Anno FIV, durante la 31ª edizione del Velista dell’Anno FIV – Stelle della Vela.

## Palmarès
- Giochi olimpici

Parigi 2024: oro nel'IQ Foil.
- Mondiali

Brest 2022: oro nel'IQ Foil.

## Riconoscimenti
- Velista dell’Anno FIV – 31ª edizione del Velista dell’Anno FIV – Stelle della Vela